# Река Любка
«Река Любка» (укр. «Річка Любка») — часть Голосеевского национального природного парка, общезоологический заказник местного значения, расположенный на территории Святошинского района Киевского горсовета (Украина). Создан 24 октября 2002 года. Площадь — 163 га. Землепользователь — Святошинское лесопарковое хозяйство.

## История
Заказник был создан решением Киевского горсовета от 24 октября 2002 года № 96/256. Природоохранный объект основан с целью сохранения ценных природных сообществ. На территории заказника запрещены любая хозяйственная деятельность и в том числе ведущая к повреждению природных комплексов.
В 2013 году в ходе проверки Киевской прокуратурой деятельности КП «Святошинское ЛПХ» были установлены нарушения требований Земельного кодекса Украины, Закона Украины «О природно-заповедном фонде Украины», требования охранных обязательств и не вынесены в натуре границы данного объекта и еще 7 объектов ПЗФ (Пуща-Водицкий и Святошинский лесопарки, памятники природы Романовское болото и Коллекция лесовода Винтера, заказники Межигорское, Межигорско-Пуща-Водицкий и Пуща-Водица)

## Описание
Заказник расположен в Святошинском лесу и занимает кварталы 2-4, 7-9 Святошинского лесничестваː пойма реки Любка на участке между Коцюбинским и Ирпенем. На западе примыкает памятник природы Романовское болото, севере — ж/д линия.
Есть информационные знаки. Границы заказника не вынесены в натуре.
Как добратьсяː Транспортː 1) до пгт Коцюбинское (ост. ул. Мебельная) марш. такси № 393 (от ст. м. Академгородок), далее пешком около 1,5 км. Близлежащее метроː   Академгородок.

## Природа
Ландшафт заказника представлен поймой реки (в том числе русло) и надпойменной террасой, а именно леса, луга и заболоченный участки. Данный участок поймы реки Любка вне антропогенного влияния обусловил сохранение природных комплексов — местных, типичных для Южного Полесья, видов животных.
Леса представлены доминирующими породами сосна и дуб. Характерными для местности являются млекопитающие: лось, косуля, лисица, заяц, бобёр; пресмыкающиесяː живородящая ящерица, ломкая веретеница, обыкновенная гадюка; земноводныеː травяная лягушка, обыкновенная жаба; птицыː 6 видов рода синицы, виды рода корольки, лесной жаворонок, средний дятел, желна, белоспинный дятел. Пойма реки является местом селения бобров.